# Barthélemy Bonvin
Pour les articles homonymes, voir Bonvin.
Barthélemy Bonvin est un amiral provençal du XIIIe siècle. 
Il est nommé sous le règne de Charles Ier d'Anjou, comte de Provence de 1246 à 1285, Amiral de la flotte royale en Provence. Il participe aux combats entre Provençaux-Angevins et Aragonais pour le contrôle de la Sicile.
En mars 1289, à la demande du nouveau roi Charles II d'Anjou qui s'y était engagé lors de sa libération de captivité, Bonvin emmène 80 otages, dont deux frères du Roi et son propre fils, de Marseille à Barcelone à bord de trois galères.

## Sources
- Roger Duchêne, Marseille, Fayard, 1998, p.167